# Павлушкин, Николай Петрович
Павлушкин Николай Петрович — заряжающий; командир расчёта 45-миллиметровой пушки 4-го стрелкового полка 98-й стрелковой дивизии, сержант. Полный кавалер Ордена Славы.

## Биография
Родился 18 мая 1923 года в деревне Орловка Чаплыгинского района Липецкой области.
В Красной Армии и в боях Великой Отечественной войны с октября 1941 года. 24 августа 1944 года в бою за эстонский город Элва подбил два вражеских танка, пять бронетранспортёров. В 1947 году был демобилизован.

## Награды
- Орден Славы 1-й степени
- Орден Славы 2-й степени
- Орден Славы 3-й степени
- Орден Отечественной войны 1-й степени
- Медаль «За отвагу»